# Math.h
math.h — заголовний файл стандартної бібліотеки мови програмування С, який надає прототипи функцій, розроблених для виконання простих математичних операцій. Більшість функцій використовує числа з рухомою комою. C++ також реалізовує дані функції для забезпечення сумісності, усі вони містяться у заголовному файлі cmath.
Усі функції, котрі приймають або повертають значення кута, працюють з радіанами.
В C99 більшість функцій має кілька варіантів залежно від типу, наприклад:
```
float
 
cosf
(
float
 
x
);

double
 
cos
(
double
 
x
);

long
 
double
 
cosl
(
long
 
double
 
x
);

```

Всі ці функції обчислюють косинус, але з різними типами чисел з рухомою комою. Функції, що закінчуються на f, працюють з float, на l — з long double.
Також у C99 додана стандартна бібліотека tgmath.h, що містить узагальнені макроси, що мають такі самі назви, що й функція для double, і підставляють потрібну функцію залежно від типу.
В C++ ці функції перевантажені для різних типів. Також існують перевантаження цих функцій в бібліотеках complex.h та valarray для відповідних типів.

## Функції

### Тригонометричні функції
| Ім'я                             | Опис |
| -------------------------------- | --- |
| double acos(double x)            | арккосинус. Якщо параметр не в інтервалі [-1..+1], виникає помилка |
| double asin(double x)            | арксинус. Якщо параметр не в інтервалі [-1..+1], виникає помилка |
| double atan(double x)            | арктангенс |
| double atan2(double y, double x) | арктангенс частки від ділення двох аргументів y та x. Якщо обидва параметри дорівнюють 0, виникає помилка. На відміну від atan, може обчислити значення кута {\displaystyle \pi /2} (для якого значення тангенса буде нескінченим). Зручна для обчислення кута за координатами. |
| double cos(double x)             | косинус |
| double sin(double x)             | синус |
| double tan(double x)             | тангенс |

### Гіперболічні тригонометричні функції
| Ім'я                   | Стандарт   | Опис                     |
| ---------------------- | ---------- | ------------------------ |
| double cosh(double x)  | C89, C++98 | гіперболічний косинус    |
| double sinh(double x)  | C89, C++98 | гіперболічний синус      |
| double tanh(double x)  | C89, C++98 | гіперболічний тангенс    |
| double acosh(double x) | C99, C++11 | гіперболічний арккосинус |
| double asinh(double x) | C99, C++11 | гіперболічний арксинус   |
| double atanh(double x) | C99, C++11 | гіперболічний арктангенс |

### Показникові функції
| Ім'я                                   | Стандарт   | Опис |
| -------------------------------------- | ---------- | --- |
| double exp(double x)                   | C89, C++98 | Показникова функція з основою {\displaystyle e} ({\displaystyle e^{x}}) |
| double ldexp(double x, int exp)        | C89, C++98 | Обчислення числа з рухомою комою з мантиси та порядку, повертає {\displaystyle x\cdot 2^{exp}}                                                                                    |
| double exp2(double x)                  | C99, C++11 | Показникова функція з основою {\displaystyle 2} ({\displaystyle 2^{x}}) |
| double expm1(double x)                 | C99, C++11 | Показникова функція з основою {\displaystyle e} мінус 1 ({\displaystyle e^{x}-1})                                                                                                 |
| double scalbn(double x, int exp)       | C99, C++11 | Обчислення числа з рухомою комою з мантиси та порядку для основи FLT_RADIX (float.h), повертає {\displaystyle x\cdot }FLT_RADIX{\displaystyle ^{exp}}; зазвичай еквівалент ldexp. |
| double scalbln(double x, long int exp) | C99, C++11 | Те саме, що й scalbn, з порядком типу long int. |

### Логарифмічні функції
| Ім'я                             | Стандарт   | Опис                                                                                               |
| -------------------------------- | ---------- | -------------------------------------------------------------------------------------------------- |
| double log(double x)             | C89, C++98 | Натуральний логарифм x                                                                             |
| double log10(double x)           | C89, C++98 | Логарифм за основою 10 від x                                                                       |
| double frexp(double x, int* exp) | C89, C++98 | Розкладає число x на мантису з проміжку [0.5,1) та двійковий порядок, який записує за адресою exp. |
| double log2(double x)            | C99, C++11 | Логарифм за основою 2 від x                                                                        |
| double logb(double x)            | C99, C++11 | Логарифм за основою FLT_RADIX (зазвичай 2) від x                                                   |
| double log1p(double x)           | C99, C++11 | Натуральний логарифм від x+1                                                                       |
| int ilogb(double x)              | C99, C++11 | Ціла частина логарифму за основою FLT_RADIX                                                        |

### Інші функції
| Ім'я       | Опис                                                   |
| ---------- | ------------------------------------------------------ |
| ceil       | округлення до найближчого більшого цілого числа        |
| fabs       | абсолютне значення                                     |
| floor      | округлення до найближчого меншого цілого числа         |
| fmod       | повертає залишок від ділення двох чисел                |
| modf(x, p) | повертає цілу та дробову частину аргументу х зі знаком |
| pow(x,y)   | вираховує значення xy                                  |
| sqrt       | квадратний корінь                                      |

## Константи
| Ім'я             | Опис |
| ---------------- | --- |
| NAN              | Не-число (not-a-number), особливе значення, що позначає результат помилкової операції                            |
| HUGE_VAL         | Особливе значення, що позначає, що результат надто великий для представлення обраним типом числа з рухомою комою |
| INFINITY(С++11)  | Нескінченість, особливе значення, що позначає нескінчений результат                                              |
| HUGE_VALF(С++11) | Аналог HUGE_VAL типу float                                                                                       |
| HUGE_VALL(С++11) | Аналог HUGE_VAL типу long double                                                                                 |

Стандарт POSIX вимагає визначення деяких додаткових констант, що починаються з M_. В gcc ці константи можна увімкнути ключем компіляції -std=gnu11 (gnu14, gnu17 і т. д.), у Visual Studio — визначенням макроса _USE_MATH_DEFINES перед включенням бібліотеки:
```
#define _USE_MATH_DEFINES

#include
 
<cmath>

```

| Ім'я      | Опис                                                                 |
| --------- | -------------------------------------------------------------------- |
| M_E       | Основа натуральних логарифмів {\displaystyle e}                      |
| M_LOG2E   | Логарифм {\displaystyle e} за основою 2 ({\displaystyle log_{2}e})   |
| M_LOG10E  | Логарифм {\displaystyle e} за основою 10 ({\displaystyle log_{10}e}) |
| M_LN2     | Натуральний логарифм {\displaystyle 2}                               |
| M_LN10    | Натуральний логарифм {\displaystyle 10}                              |
| M_PI      | Число {\displaystyle \pi }                                           |
| M_PI_2    | {\displaystyle \pi /2}                                               |
| M_PI_4    | {\displaystyle \pi /4}                                               |
| M_1_PI    | {\displaystyle 1/\pi }                                               |
| M_2_PI    | {\displaystyle 2/\pi }                                               |
| M_SQRTPI  | Квадратний корінь з {\displaystyle 2/\pi }                           |
| M_SQRT2   | Квадратний корінь з {\displaystyle 2}                                |
| M_SQRT1_2 | Квадратний корінь з {\displaystyle 1/2}                              |